# Curt Karl Rüschhoff

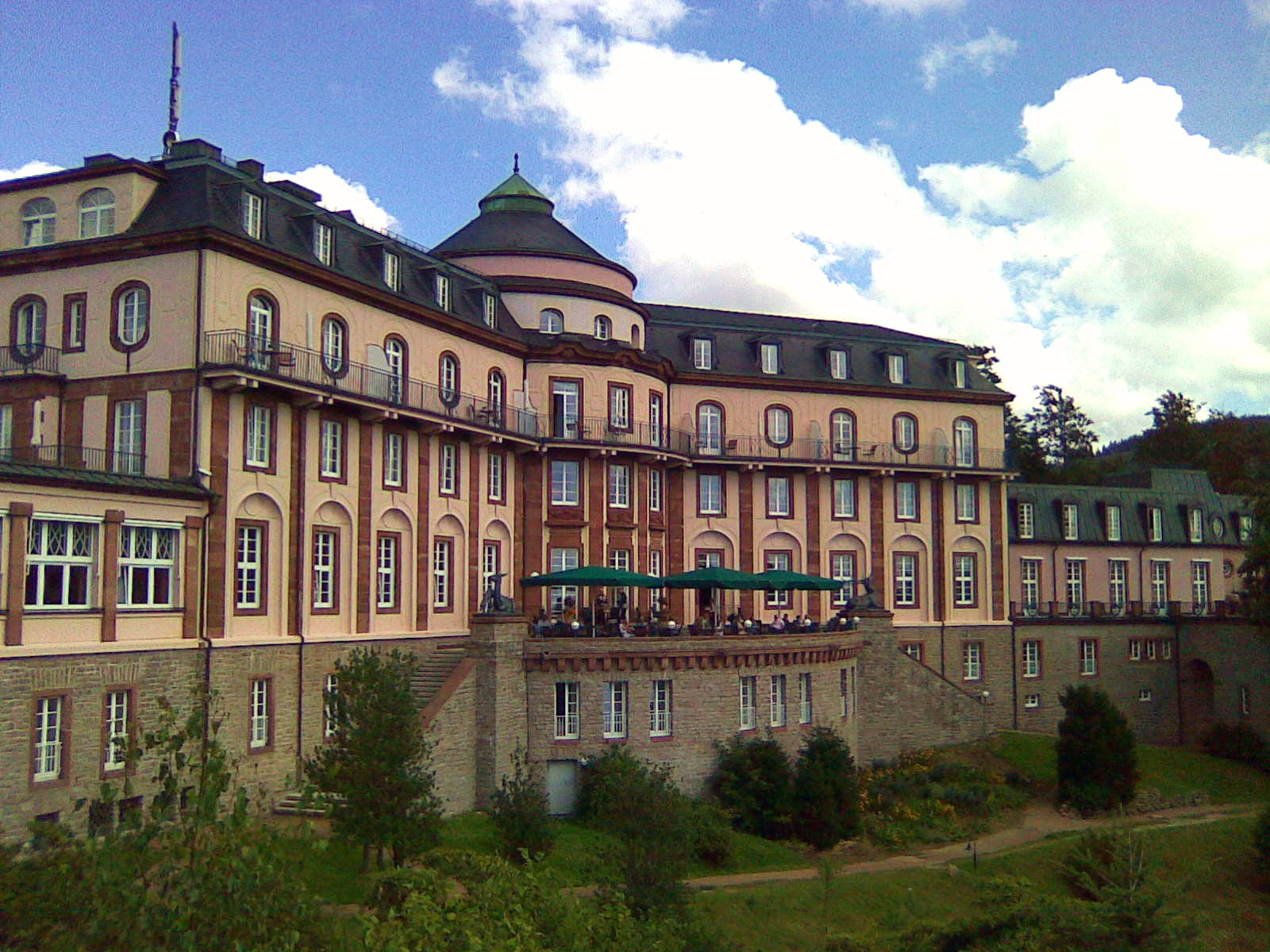
Das Schlosshotel Bühlerhöhe im Schwarzwald

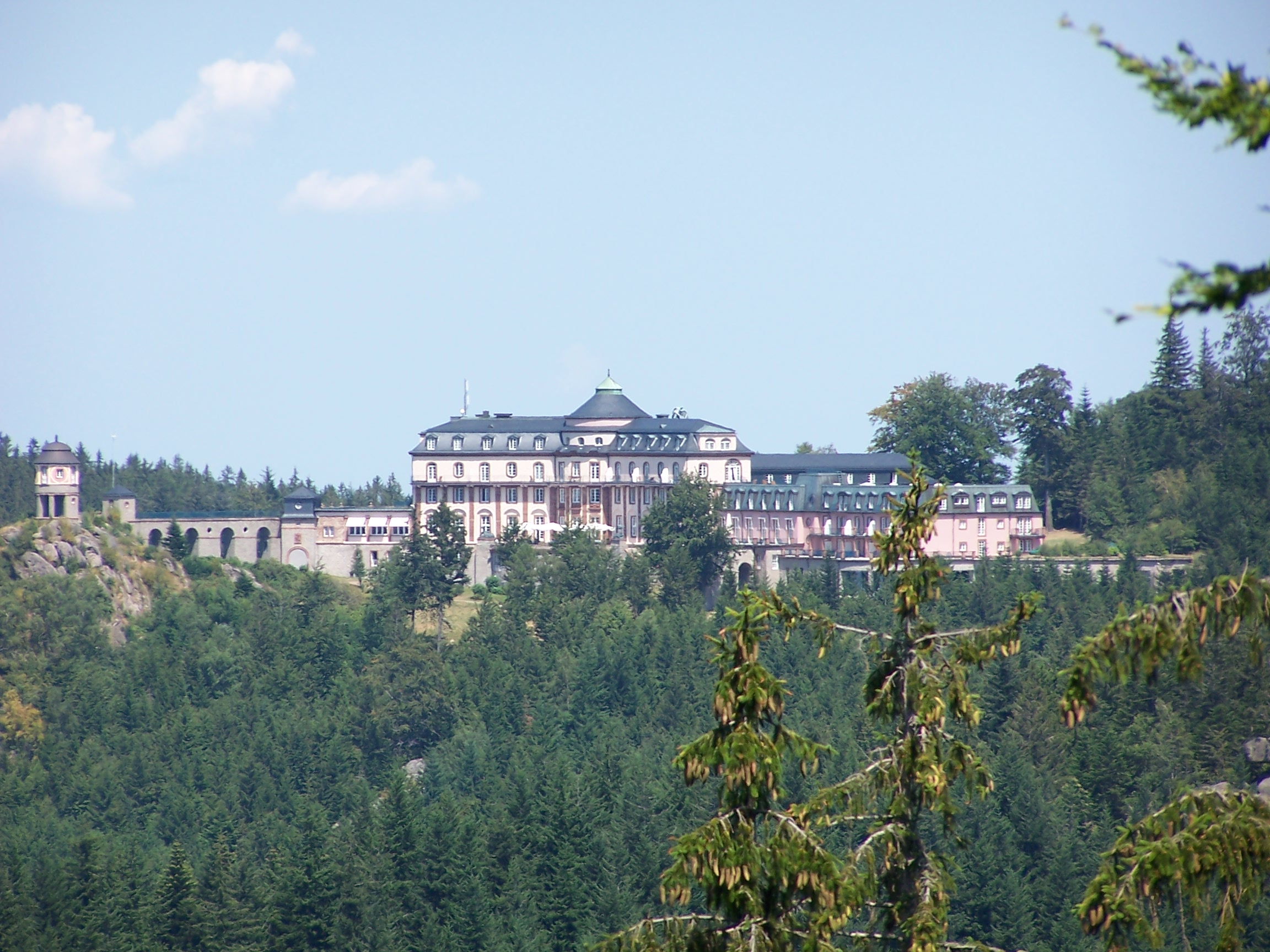
Bühlerhöhe auf 800 Meter Höhe über NHN

Curt Karl Rüschhoff (* 15. Oktober 1887 in Neuwied; † 3. Mai 1969 in Rengsdorf) war ein deutscher Architekt und gilt als ein Vertreter der Reformarchitektur.

## Leben
Geboren als Sohn eines Neuwieder Malermeisters, wuchs Curt Karl Rüschhoff mit neun Geschwistern auf. Er studierte vor dem Ersten Weltkrieg an der Kunstgewerbeschule Barmen. Dort war er Schüler von Wilhelm Werdelmann.
Später war er Mitarbeiter von Wilhelm Kreis. Das von Kreis entworfene Schlosshotel Bühlerhöhe bei Bühl im Schwarzwald führte er gemeinsam mit dem Architekten Hans Woltmann nach überarbeiteten Plänen aus. Rüschhoff zeichnete dabei insbesondere für die Innenarchitektur verantwortlich.
Danach machte Rüschhoff sich erfolgreich als Architekt in Neuwied selbständig. Büro und Wohnung befanden sich zunächst in einer von ihm selbst geplanten Villa in der Friedrich-Ebert-Straße. In späteren Jahren lebte und arbeitete er in dem ebenfalls von ihm entworfenen Haus Bürgermeister-Wink-Straße 10 in Rengsdorf.
Curt Karl Rüschhoff war der Bruder des Neuwieder Landschafts- und Stilllebenmalers Gustav Bernhard Rüschhoff.

## Bauten

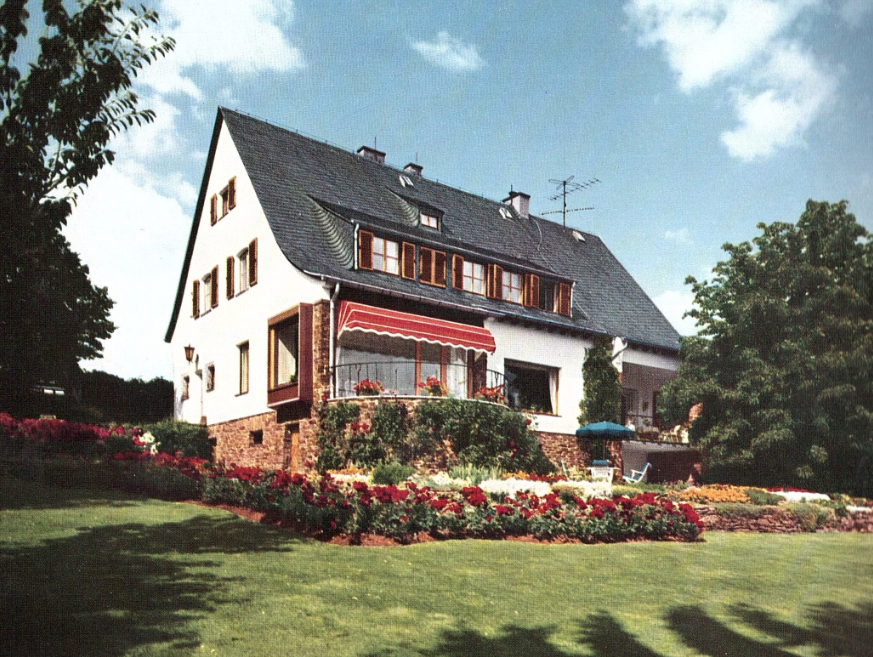
Villa Winkler in Rengsdorf

- 1912–1914: Mitarbeit bei Offiziers-Erholungsheim, später Schlosshotel Bühlerhöhe im Schwarzwald
- 1919: Preisgekrönter Wettbewerbsentwurf für die Siedlungen „Sonnen- und Mondland“ des Gemeinnützigen Bauvereins Neuwied in Neuwied, Engerser Landstraße (ausgeführt durch Rüschhoff; unter Denkmalschutz, Denkmalzone)
- 1920er Jahre: vier Villen in Neuwied, Friedrich-Ebert-Straße
- 1920er Jahre: Wohnbebauung für die Gemeindliche Siedlungsgesellschaft (GSG) in Neuwied, Langendorfer Straße
- 1926–1927: Wohnhaus in Neuwied, Wirtgenstraße 7
- 1928: Hauptverwaltungsgebäude der Stadtsparkasse Neuwied in Neuwied, Hermannstraße (heute Niederlassung der Deutsche Bank AG)
- 1930–1932: repräsentatives Ruderhaus für den Gymnasial-Turn- und Ruderverein Neuwied 1882 (GTRVN) in Neuwied, Rheinstraße 54
- 1930er Jahre: Wohnhäuser für die Direktoren des Werks der Dyckerhoff AG in Neuwied-Oberbieber, auf dem Wingertsberg
- 1930er Jahre: Direktoren-Wohnhäuser in Rengsdorf, damals „Hermann-Göring-Straße“, nach Ende des Zweiten Weltkriegs in „Bürgermeister-Wink-Straße“ umbenannt, u. a. für die Familien Dahmen, Böker (Firma Böker Solingen, später Villa von Richard Winkler) und Kiefer (Firma Hobraeck Neuwied)
- 1938: Direktoren-Villa in Neuwied, Beringstraße 62